# Wszystko co mam
Wszystko co mam – czwarty singel Roberta Gawlińskiego promujący album Gra. Został wydany w marcu 2000 roku. Na singlu znajduje się jedynie tytułowa piosenka. Autorem całej kompozycji jest Gawliński. Singel został wydany przez firmę Pomaton EMI.

## Spis utworów
1. "Wszystko co mam" – 3:31

## Twórcy
- Robert Gawliński – wokal, gitary, autor tekstu i muzyki
- Andrzej Smolik - programowanie, instrumenty klawiszowe
- Radosław Łuka – gitara basowa
- Przemysław Momot – perkusja
- Leszek Kamiński - realizacja w Studio S-4
- Grzegorz Czachor - realizacja w Tuba Studio
- Julita Emanuiłow - mastering w CD Accord
- Frank & Wolf - foto
- Tomasz Jacyków - stylizacja
- Piotr Garlicki (Goldfinger LTD) – projekt graficzny